# Williamstown (Massachusetts)
Williamstown (ehemals auch West Hoosuck Plantation) ist ein Ort im äußersten Nordwesten von Massachusetts, an der Grenze zu Vermont im Norden und New York im Westen. Das U.S. Census Bureau hat bei der Volkszählung 2020 eine Einwohnerzahl von 7.513 ermittelt.
Der Ort ist Standort des Williams College sowie des Sterling and Francine Clark Art Institute. Seit 1955 findet dort das renommierte, mit einem Tony Award ausgezeichnete Williamstown Theatre Festival statt.

## Geographie
Der Ort liegt an der Mündung des Green River in den Hoosic River. Im Westen bildet die Taconic Range die Grenze zu New York, dort befindet sich der Taconic State Park. Im Süden erheben sich neben dem Brodie Mountain auch der Mount Greylock. Der Ort liegt am Appalachian Trail. Im Norden befindet sich der Green Mountain National Forest.

## Geschichte
Der Ort entstand zunächst unter dem Namen West Hoosac im Jahr 1749. 1756 wurde ein Fort aus einem Blockhaus mit einer Palisade errichtet. Der Ort erlangte 1765 seine Unabhängigkeit unter seinem heutigen Namen, benannt nach Ephraim Williams, der dem Ort umfangreiche Geldzuwendungen unter der Bedingung der Benennung nach ihm zuteilwerden ließ und 1791 eine Schule eröffnete, die 1793 zum Williams College wurde. Haupterwerbsquelle der Einwohner war die Landwirtschaft (Milchproduktion, Schafzucht und Wollproduktion). Es kamen Säge- und Getreidemühlen hinzu, später auch größere Mühlen wie die Walley Mill, die Textilien produzierte. Ferner wurden Kordeln produziert. Nach der Eröffnung der Eisenbahn erreichten Touristen den Ort, mit der Folge, dass viele Hotels und Gaststätten eröffnet wurden. An die Gründung des Ortes erinnert das 1753 House, ein beliebter Veranstaltungsort.

## Verkehr
Der Ort liegt am von Norden nach Süden verlaufenden U.S. Highway 7. Die Massachusetts State Route 2 beginnt an der Grenze zu New York und heißt nach der kurzen gemeinsamen Streckenführung mit dem Highway 2 Taconic Trail. Außerdem zweigt hier die Massachusetts State Route 43 von der Route 2 nach Hancock ab.

## Söhne und Töchter der Stadt
- Nathan Williams (1773–1835), Jurist und Politiker
- David Woodcock (1785–1835), Jurist und Politiker
- James Porter (1787–1839), Jurist und Politiker
- Hannah Cohoon (1788–1864), Malerin
- Charles Stebbins (1789–1873), Politiker
- Bernard Blair (1801–1880), Politiker
- David A. Noble (1802–1876), Politiker
- William J. Bacon (1803–1889), Jurist und Politiker
- William Livingston Alden (1837–1908), Autor und Theosoph
- Florence Bascom (1862–1945), Geologin
- Benjamin Mather Woodbridge (1884–1969), Romanist und Literaturwissenschaftler
- Carol Holloway (1892–1979), Schauspielerin
- Ronold W. P. King (1905–2006), Physiker
- Ezra Stoller (1915–2004), Fotograf
- John Bennett Perry (* 1941), Schauspieler
- Albert Cummings (* 1967), Blues-Gitarrist
- Matthew Perry (1969–2023), Schauspieler